# 체칠리아 레나타 폰 외스터라이히
오스트리아의 체칠리아 레나타(독일어: Cäcilia Renata von Österreich, 폴란드어: Cecylia Renata Habsburżanka, 1611년 7월 6일 ~ 1644년 3월 24일)는 폴란드 국왕 브와디스와프 4세 바사의 첫 번째 왕비이다.
체칠리아 레나타는 신성 로마 제국의 황제 페르디난트 2세와 마리아 안나 황후의 딸로 태어났다. 그녀는 1637년에 브와디스와프 4세와 바르샤바에서 결혼했다. 브와디스와프 4세는 체칠리아 레나타의 고모 안나의 아들로 그녀에겐 사촌오빠이기도 했다. 체칠리아 레나타는 남편과의 사이에서 1남 1녀를 두었지만 모두 일찍 죽었고 본인도 1644년 요절했다. 브와디스와프 4세는 만투바 공녀 루드비카 마리아 곤자가와 재혼했다.

## 자녀
- 지그문트 카지미에시(1640~1647)
- 마리아 안나 이자벨라(1642~1643)